# 1991년 대한민국 지방 선거
1991년 3월 기초의원 선거와 1991년 6월 광역의원 선거는 대한민국에서 31년 만에 부활된 지방 선거였다.
정부의 지방자치제 도입 연기 시도를 김대중 평화민주당 총재가 단식 투쟁까지 해가며 철회시켜 성사된 두 지방의원 선거는 지방자치의 개념에 익숙치 못한 국민들의 무관심, 3당 합당의 효과와 야권 분열 등으로 인해 집권당인 민주자유당의 일방적인 승리로 끝났다.

## 기초의원선거

### 개요
- 선거일: 1991년 3월 26일 화요일
- 선거인수：24,067,144명
- 투표자수：13,238,308명
- 투표율(%)：55.0%
- 의석수：4,304석[a]
- 무투표 당선：614명

### 배경
집권 여당인 민주자유당과 야당인 평화민주당, 민주당 등이 참여했으며, 전국교직원노동조합을 비롯한 다수의 재야 시민 단체들도 무소속 후보를 입후보시키는 방식으로 참여하였다.
정당 소속 후보자의 출마를 허용하면서도 정당 공천제는 실시하지 않았으며, 후보자 기호는 추첨으로 결정하였다.

### 결과
중앙선거관리위원회는 정당별 당선자 수를 집계하지 않았으나, 민주자유당의 자체 발표에 따르면 총 4,304석 중 민주자유당 당적을 보유한 당선자가 2,142명, 평화민주당은 785명, 민주당은 33명, 무소속은 1,343명인 것으로 나타났다.(1석은 당선자 없어 차후 재선거)
그러나 평화민주당은 평화민주당이 연대·지원한 무소속 후보까지 포함해 총 입후보자 1,502명 중 902명이 당선됐다고 발표했으며, 민주당 역시 자신들이 지원한 당선자 수를 126명으로 발표해 여당의 집계와 다소 차이를 보였다. 그 외에도 전교조 등 시민단체들에서 낸 후보자 중 상당수가 당선되어 재야 세력의 제도권 정치 진입에 청신호가 켜진 것으로 분석되었다.
발표한 곳마다 약간씩의 차이가 있으나, 민주자유당 소속 당선자는 전체의 50% 내외, 친여 무소속 당선자를 포함하면 75%에 달하는 것이 확실한 것으로 나타났다. 이로써 민주자유당은 전국 260개 기초의회 중 190개에서 과반 의석을 차지했으며, 친여 무소속 당선자들까지 포함할 경우 221개에서 과반 의석을 차지한 것으로 나타났다. 평화민주당은 호남 지역에서 48개 기초의회에서 과반 의석을 달성했으나 기대했던 서울 지역에서 참패하고 호남에서도 전북 남원군의회, 전남 동광양시의회 등을 여권에 내주는 등 수모를 겪었다.
구미시 선주동에서는 2명이 출마했는데 금품을 주고 상대 후보를 사퇴시켜 김판수(50)의 무투표 당선이 결정되었다. 그 사실이 탄로나 김판수 당선자가 구속되자 선거일 전인 3월 25일 오후 사퇴하였고, 4월 30일 재선거를 치르게 되었다.

## 광역의원선거

### 개요
- 선거일: 1991년 6월 20일 목요일
- 선거인수：28,083,024명
- 투표자수：16,533,934명
- 투표율(%)：58.9%
- 의석수：866석
- 무투표 당선：16명

### 결과
민주자유당은 기초의원 선거에 이어 광역의원 선거에서도 전승했다. 민주자유당은 합당된 3당의 지지세 규합, 20·30대 투표율 저조, 야권 분열 등에 힘입어 최대의 승부처였던 서울에서 대승하고 제주·호남을 제외한 전 지역을 석권하는 저력을 보였다. 민주자유당은 또한 기초의원 선거 때에 이어 서울과 대구, 부산 등 대도시에서 승리해 전통적 여촌야도 구도를 깨트렸다.
개표 초반엔 군인들의 부재자 투표함에서 무소속 몰표가 나오고 주요 승부처로 분류된 지역에서 야당 후보들이 선두를 달려 민주자유당의 부진이 예측됐으나, 개표가 진행될 수록 야당 및 무소속 우세 지역들은 대부분 민주자유당 우세로 바뀌어갔다. 평화민주당이 재야 단체들과 통합해 재출범한 신민주연합당은 3당 합당으로 인한 호남 고립 구도를 타파하지 못한 결과 총 15개 광역의회 중 7개에서 단 1명의 당선자도 내지 못하는 등 치욕을 겪었고, 민주당 역시 당선 기대 지역을 대부분 민주자유당에 내주며 약소 정당의 한계를 극복하지 못한 것으로 나타났다.
당시 시민연대회의, 전교조 등 시민 단체들에서 낸 무소속 후보들은 전교조 측 후보 두 명이 당선된 것을 제외하곤 전멸해, 재야 진영의 독자 정치 세력 구축은 또 다시 좌절되는 듯 보였다.
기초의원 선거에 이어 광역의원 선거에서도 투표율은 50%대에 머물러 사회적 우려를 샀는데, 이는 지방자치제에 대한 국민들의 인식이 부족한데다 여당의 금권 선거와 여야 간 네거티브 과열로 인해 젊은 층 사이에 정치 혐오가 번진 결과로 평가됐다. 특히 젊은 층의 투표율은 처참한 수준이었으며, 이는 야당 및 진보 후보들이 대거 낙선하게 된 결정적 요인으로 분석되었다.
| 정당         | 득표수     | 득표율 | 당선자수 |
| ------------ | ---------- | ------ | -------- |
| 민주자유당   | 6,588,175  | 40.6%  | 564      |
| 신민주연합당 | 3,562,988  | 21.9%  | 165      |
| 민주당       | 2,316,528  | 14.3%  | 21       |
| 민중당       | 125,488    | 0.8%   | 1        |
| 공명민주당   | 1,954      | 0.0%   | 0        |
| 무소속       | 3,634,965  | 22.4%  | 115      |
| 총합         | 16,533,934 |        | 866      |

### 지역별 결과
| 지역       | 민주자유당 | 신민주연합당 | 민주당 | 민중당 | 무소속 | 합계 |
| ---------- | ---------- | ------------ | ------ | ------ | ------ | ---- |
| 서울특별시 | 110        | 21           | 1      |        |        | 132  |
| 인천직할시 | 20         | 1            | 3      |        | 3      | 27   |
| 경기도     | 94         | 3            | 2      |        | 18     | 117  |
| 강원도     | 34         |              | 1      | 1      | 18     | 54   |
| 대전직할시 | 14         | 2            | 1      |        | 6      | 23   |
| 충청남도   | 37         |              | 4      |        | 14     | 55   |
| 충청북도   | 31         |              | 2      |        | 5      | 38   |
| 광주직할시 |            | 19           |        |        | 4      | 23   |
| 전라남도   | 1          | 67           |        |        | 5      | 73   |
| 전라북도   |            | 51           |        |        | 1      | 52   |
| 부산직할시 | 50         |              | 1      |        |        | 51   |
| 경상남도   | 73         | 1            | 1      |        | 14     | 89   |
| 대구직할시 | 26         |              |        |        | 2      | 28   |
| 경상북도   | 66         |              | 5      |        | 16     | 87   |
| 제주도     | 8          |              |        |        | 9      | 17   |
| 합계       | 564        | 165          | 21     | 1      | 115    | 866  |